# Jean Baptiste Pointe du Sable
Jean Baptiste Pointe du Sable (antes de 1745?, Saint-Marc, Saint-Domingue (hoje Haiti) - 28 de Agosto de 1818, Saint Charles (Missouri)), popularmente conhecido como "O Pai de Chicago", foi um colono haitiano da América do Norte de ascendência francesa e haitiana. Du Sable foi não só a primeira pessoa de ascendência africana, como o primeiro colono não-nativo na actual Chicago, Illinois. Du Sable foi declarado "Fundador de Chicago" pelo Estado do Illinois e Cidade de Chicago em 26 de Outubro de 1968.

## Biografia
O ano de nascimento de Du Sable é altamente incerto, mas geralmente acredita-se que tenha sido entre 1730 e 1745. Muitas das histórias sobre ele carecem de confirmação, especialmente as que envolvem os seus primeiros anos de vida. Nasceu em Saint-Marc, na colónia francesa caribenha de Saint-Domingue, actual Haiti, filho de Suzanna e de um pirata francês  chamado Pointe du Sable, que servia no Black Sea Gull. Suzanna poderá ter sido morta num ataque dos Espanhóis a Saint-Domingue. Se este ataque realmente ocorreu, Jean Baptiste poderá ter escapado nadando até ao navio do seu pai. Após o seu pai envia-lo a estudar numa escola católica em França, du Sable e um amigo, Jacques Clamorgan, viajaram até a Luisiana e ao Michigan, onde ele casou com uma mulher Potawatomi chamada Kittahawa ("rápida-de-pés"). Para casar com ela, Jean Baptiste, então com 25 anos, tornou-se membro da sua tribo, tomando uma águia como seu símbolo tribal. Os Potawatomi chamavam-no "Chefe Negro", e adquiriu um alto estatuto na tribo. Tiveram um filho e uma filha, Jean e Susanne.
Em 1779, durante a Guerra da Revolução Americana, foi feito prisioneiro pelos Britânicos em Fort Michilimackinac no Michigan, devido às suas ligações francesas e à suspeita de ser um espião dos Estados Unidos. Durante a guerra, ajudou George Rogers Clark na captura de Vincennes. Desde o Verão de 1780 até Maio de 1784, du Sable geriu Pinery, uma imensa extensão de florestas reclamada pelo Tenente Britânico Patrick Sinclair no Rio St. Clair, no Michigan oriental. Du Sable e a sua família viveram numa cabana no delta do Rio Pine, onde hoje se situa a cidade de St. Clair.
Jean Baptiste Pointe du Sable chegou pela primeira vez à costa ocidental do Lago Michigan por 1779, onde construiu o primeiro assentamento não-nativo, no delta do Rio Chicago, logo a este da actual Ponte da Avenida Michigan, na margem norte.

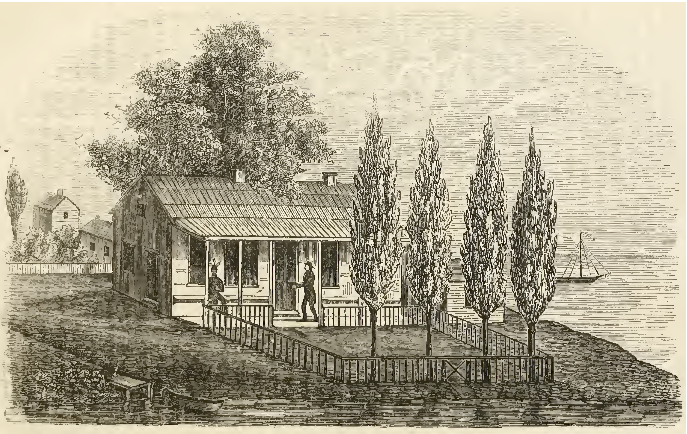
Casa construída por Jean Baptiste Point du Sable perto da boca do Rio Chicago, com o aspecto que tinha quando a família Kinzie a possuía no início do século XIX

Antes de ser qualquer outra coisa, Chicago foi um entreposto comercial. Na qualidade de seu primeiro habitante permanente, du Sable operou o primeiro entreposto comercial de peles durante as duas décadas que precederam a sua partida em 1800. Du Sable construiu a sua primeira casa na década de 1770 nas terras hoje conhecidas como Pioneer Court, trinta anos antes do estabelecimento de Fort Dearborn nas margens do Rio Chicago. Quando a vendeu ao representante de John Kinzie, Jean La Lime, por 6.000 libras, a sua propriedade incluía uma casa, dois celeiros, moinho accionado por cavalos, padaria, galinheiro, leitaria e um fumeiro. A sua casa era uma cabana de madeira de 6,7 por 12 metros, com boas mobílias e quadros. Em 1913, Milo M. Quaife, um bibliotecário e historiador da State Historical Society of Wisconsin, descobriu a escritura de venda de du Sable a Jean La Lime num arquivo de Detroit. Este documento define toda a propriedade que du Sable possuía, assim como muitos dos seus objectos pessoais.
Em 1800, du Sable trocou Chicago por Peoria, onde viveu por uma década. Du Sable mudou-se para Saint Charles (Missouri) em 1813, onde a sua neta vivia. Morreu em 1818, o ano em que o Illinois tornou-se Estado. Foi enterrado em St. Charles, numa sepultura não assinalada do Cemitério St. Borromeo. Em 1968 a cidade ergueu um marco de granito na sepultura de du Sable. Os livros de registos nos cartórios de St. Charles County Recorder of Deeds não apoiam as alegações de alguns autores de que du Sable teria vendido terras a Alexander McNair, que se tornou o primeiro governador do Missouri.

## Reconhecimento tardio
Embora seja o "fundador de Chicago", foi durante muito tempo ignorado pelos historiadores, por um lado pelas suas origens (era um "homem de cor"), e por outro lado devido aos primeiros registos históricos terem sido escritos pelos amigos ou descendentes de  John Kinzie, a quem du Sable vendeu a sua casa em 1800. Foi apenas em 1968 que foi finalmente reconhecido como fundador de Chicago.

## Legado e honras

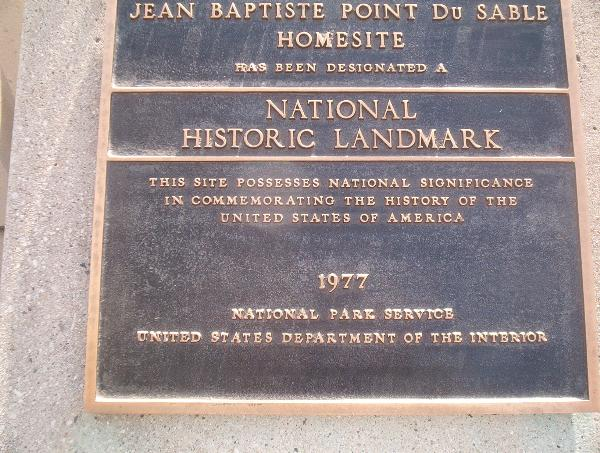
National Historic Landmark de du Sable

A DuSable High School é uma escola secundária do bairro de Bronzeville, em Douglas, Chicago, inaugurada em 1934. Entre os alunos e graduados da Du Sable contam-se Nat King Cole, Dinah Washington, Harold Washington, Redd Foxx, e Maurice Cheeks. Hoje em dia é um edifício que alberga três escolas: Daniel Hale Williams Prep School of Medicine, Bronzeville Scholastic Institution, e Dusable Leadership Academy. A Drª Margaret Taylor-Burroughs, proeminente artista e escritora afro-americana, co-fundadora com o marido do Museu DuSable de História Afro-Americana, leccionou nessa escola durante vinte e três anos.

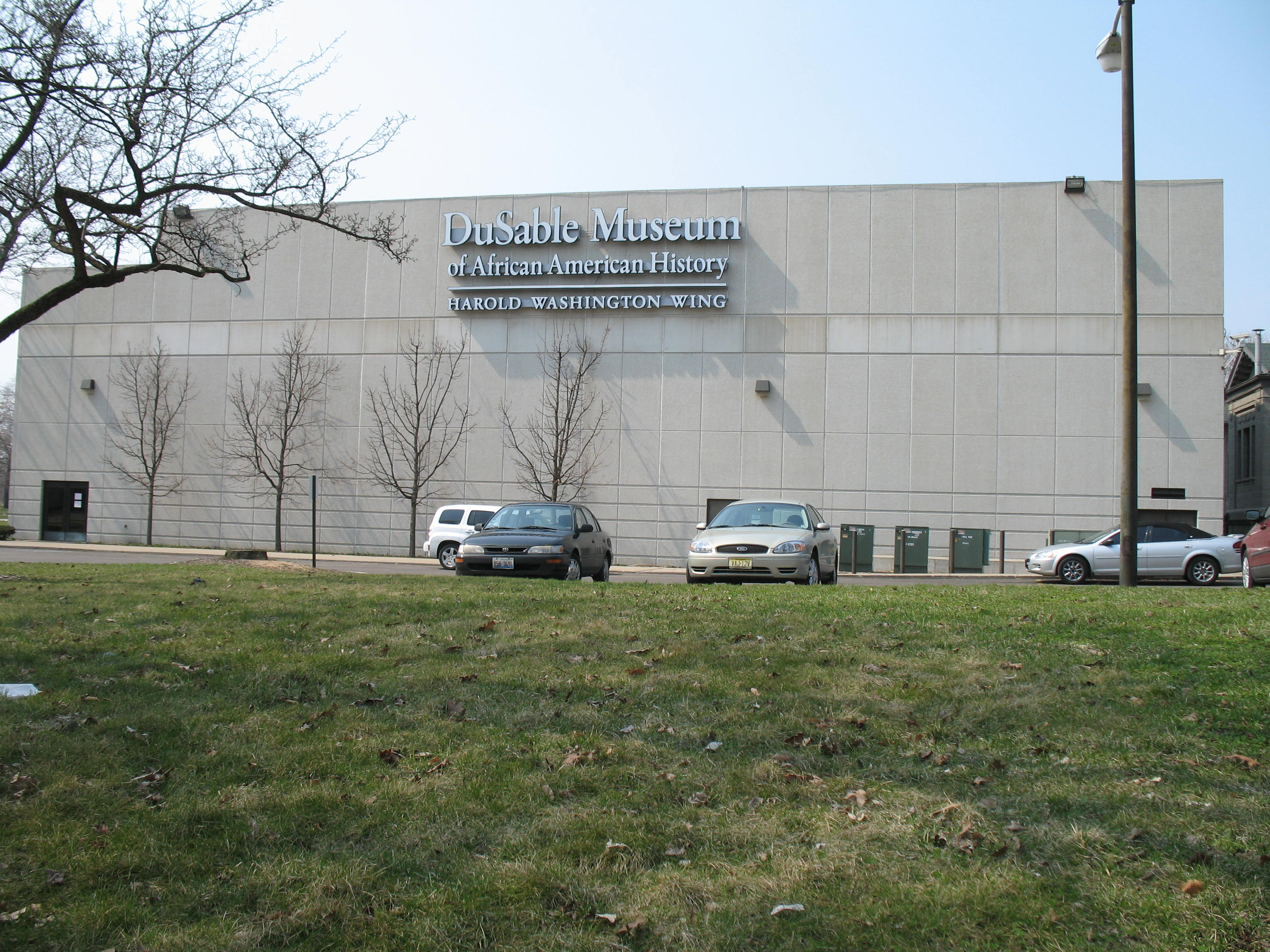
Ala Harold Washington do Museu DuSable de História Afro-Americana

O Museu DuSable de História Afro-Americana, no sul de Chicago, foi designado em sua honra. Chicago celebrou a habitação de du Sable em 1912 com uma placa na esquina da Rua Kinzie com a Rua Pine. Du Sable é representado num friso criado em 1965 para o Illinois Centennial Building.
A Du Sable Harbor localiza-se no coração da baixa de Chicago, aos pés da Rua Randolph.
O Parque DuSable é um parque urbano (3,24 acres) em Chicago, actualmente em construção. Foi originalmente anunciado em 1987 pelo então Presidente da Câmara Harold Washington. O parque será designado em homenagem a du Sable.
O local onde viveu Jean Baptiste Pointe du Sable foi designado como National Historic Landmark a 11 de maio de 1976. Localiza-se no actual 401 N. da Avenida Michigan, na Magnificent Mile de Chicago. Actualmente aí se encontra o Equitable Building, de 35 andares.
Em reconhecimento ao papel de du Sable como pioneiro, o US Postal Service lançou na sua Black Heritage Series, um selo de 22 cêntimos, em honra do empreendedor e diplomata, a 20 de Fevereiro de 1987.
A 19 de Outubro de 2009 foi inaugurado um busto em bronze no lado oriental da Avenida Michigan, mesmo a norte do Rio Chicago. A escultura foi diada por um dos membros da comunidade haitiano-americana de Chicago.

## Fonte da tradução
- Este artigo foi inicialmente traduzido, total ou parcialmente, do artigo da Wikipédia em inglês cujo título é «Jean Baptiste Pointe du Sable», especificamente desta versão.